# 吉野町五条
吉野町五条（よしのちょうごじょう）は、徳島県阿波市の大字。2010年10月1日現在の人口は447人、世帯数は151世帯。郵便番号は〒771-1403。

## 地理
阿波市の東部に位置。北・東・南は板野郡上板町、西は吉野町西条と接する。地内北端は宮川内谷川が流れる。農村地帯で酪農が盛んである。神社は五条神社がある。

### 河川
- 宮川内谷川

### 小字
- イギス
- 市ノ本
- 北原
- 楠ノ本
- コモウ
- 立花
- 田中
- 馬場
- 東久保
- 本郷
- 向ヶ島
- 柳ノ本

## 歴史
- 2005年（平成17年）4月1日 - 板野郡吉野町が土成町・阿波郡市場町・阿波町と合併して阿波市となり、住所表記は「板野郡吉野町五条」から「阿波市五条」となる。
- 2007年（平成19年）1月1日 - 住所表記に「吉野町」が復活し、現在の表記となる。

## 施設
- 五条神社
- 真楽寺 - 阿波北方二十四輩霊場16番札所

## 交通

### 道路
都道府県道
- 徳島県道12号鳴門池田線
- 徳島県道14号松茂吉野線
- 徳島県道15号徳島吉野線